# 마치야마 도모히로
마치야마 도모히로(일본어: 町山 智浩,1962년 7월 5일~)는 일본의 영화 평론가이다.